# Арт атака
„Арт атака“ (на английски: Art Attack) е серийно британско телевизионно предаване за изобразително изкуство, което от 2010 г. се излъчва по Disney Junior, с водещ Лойд Уорби.
Оригиналното предаване е излъчвано по CITV между 15 юни 1990 и 26 май 2007, като водещ е един от двамата създатели на предаването, Нийл Бюканан.

## История
Програмата първоначално е продукция на замислена и разработена от двама служители на TVS, Нийл Бюканън и Тим Едмъндс. Те се срещат през 1978 г. и работят заедно върху No. 73 и Do It!.
Първите епизоди на „Арт атака“ са част от No. 73, но този сегмент се оказва толкова популярен, че Найджъл Пикард изпълнителен продуцент на детските програми на TVS дава зелена светлина за пилотен епизод на отделно телевизионно предаване. Пилотният епизод е заснет през 1989 г. на мястото на изоставен басейн в Джилингам, Кент, а сериите започват на следващата година.